# ابراهیم زنجانی
شیخ ابراهیم زنجانی قزلباش (مرداد ۱۲۳۵ سرخه دیزج سلطانیه زنجان - آذر ۱۳۱۳) از روحانیون نوگرای دوره قاجار، و نخستین و دور سوم وچهارم  نماینده شهر زنجان  و نماینده دور دوم شهر تبریز در مجلس شورای ملی بود.
شیخ ابراهیم زنجانی قاضی دادگاهی بود که حکم به اعدام شیخ فضل‌الله نوری داد.

## تحصیل
در عید قربان ۱۲۷۲ قمری به دنیا آمد و از همین رو نام او را ابراهیم گذاشتند. پس از پنج سال تحصیل علوم دینی در زنجان در زمستان ۱۲۵۸ برای ادامه تحصیل راهی نجف شد. در نجف به درس خارج اصول شیخ محمد لاهیجی، ملا محمد فاضل ایروانی، ملا محمدکاظم آخوند خراسانی و میرزا حبیب‌الله رشتی و درس خارج فقه میرزا حسین میرزا خلیل تهرانی رفت. مدتی نیز در درس شیخ هادی تهرانی حاضر شد. در آغاز پاییز ۱۲۶۶ (محرم ۱۳۰۵) به ایران بازگشت.

## پایه‌گذاری آموزش و پرورش نوین در زنجان
در زنجان به تدریس قوانین و رسائل و مکاسب آغاز کرد. از ماه رمضان ۱۲۶۷ به امامت جماعت و وعظ در مسجد مدرسه نصرالله خان پرداخت و سخنوری‌اش او را طرف توجه مردم زنجان کرد. سپس حاج میر بهاءالدین از مالکان زنجان مسجدی برای او ساخت. شیخ ابراهیم بتدریج از علمای مهم زنجان شد.
در زنجان به مطالعه نشریات و کتاب‌هایی پرداخت که مخفیانه از خارج به ایران فرستاده می‌شد و به دست او می‌رسید. با علوم جدید آشنایی پیدا کرد، رساله‌ای دربارهٔ حرارت و نور نوشت، رساله النقش فی الحجر در علم شیمی را از عربی به فارسی برگرداند و کتاب فیزیک علی خان را تعلیم می‌داد. افکار اصلاح‌طلبانه خود دربارهٔ وضعیت سیاسی ایران را نیز در کتاب تریاق السموم گردآورد.
به نوشته خودش، بارها شغل قضاوت به او پیشنهاد شد اما نپذیرفت. در سال ۱۲۸۱ خورشیدی که مهدی خان غفاری کاشانی (وزیر همایون) حاکم زنجان شد، رابطه نزدیکی با او پیدا کرد و همراه با او با تأسیس دو دبستان در زنجان از پایه‌گذاران آموزش و پرورش نوین در این شهر شد. شیخ ابراهیم می‌نویسد:

دیگر کاملاً مردم کهنه‌پرست مرا از فرنگی مآبان و مشروطه‌طلبان و حامیان مدرسه و تعلیم و خواندن روزنامه و علوم عصری دانسته‌اند و شاید تأسف دارند که چگونه طرف آخوندی را سست گرفته و از تاریخ و جغرافی و فیزیک و شیمی و اختراعات عصری حرف می‌زنم و خصوصاً با حکام و مردمان به یک درجه بزرگ باهوش معاشرت می‌کنم.

در سال ۱۲۸۳ خورشیدی میرزا حسینقلی خان نظام‌السلطنه مافی در روستایی در یک فرسنگی زنجان که از املاکش بود ساکن شد و ایرج میرزا را هم با خود به این روستا آورد. شیخ ابراهیم از دوستان و هم‌نشینان نزدیک این دو در مدت اقامت‌شان در زنجان شد.

## جنبش مشروطه
با به راه افتادن جنبش مشروطه، شیخ ابراهیم و جمعی از علمای زنجان در اعلام حمایت از علمای معترض تهران که در قم گردآمده بودند، هم تلگراف فرستادند و هم ملا غلامرضا هیدجی را به نمایندگی خود روانه قم کردند. شیخ ابراهیم به نوشته خودش «خطیب و مقتدا» ی مشروطه‌خواهان زنجان شد.
هنگامی که حال مظفرالدین شاه به وخامت گرایید و مرگ او نزدیک شد، محمدعلی میرزا ولی‌عهد از تبریز راهی تهران شد و سر راه دو روز در زنجان بود. در این دو روز از ملا قربانعلی که حاکم شرع و برجسته‌ترین روحانی زنجان بود قول گرفت که همراه نیرالممالک حاکم زنجان، علیه مشروطه‌خواهان اقدام کند. این دو «انجمن اسلام» را در برابر «انجمن ملی» مشروطه‌خواهان به راه انداختند و با همراه کردن شماری از اعیان و روحانیون و اشرار شهر، به مبارزه با مشروطه‌خواهان پرداختند.

## قاضی دادگاه شیخ فضل‌الله نوری
شیخ ابراهیم به اتفاق آرا به نمایندگی زنجان در مجلس شورای ملی انتخاب و در چهارم ذی‌حجه ۱۳۲۴ قمری (آخر دی ۱۲۸۵ خورشیدی) راهی تهران شد. پس از پایان استبداد صغیر و فتح تهران، ابراهیم قاضی دادگاهی شد که شیخ فضل‌الله نوری را محاکمه و به اعدام محکوم کرد. اعضای دیگر این دادگاه عبارت بودند از: منتصرالدوله پیشکار سپهدار، نظام سلطان، حمیدالملک شیبانی، جعفرقلی خان استانبولی، سالار فاتح، یمین نظام، میرزا علی محمدخان، میرزا علی محمدخان عمیدالسلطان، میرزا محمد مدیر روزنامه نجات، اعتلاء الملک، سید محمد ملقب به امامزاده و جعفرقلی خان بختیاری بودند.
شیخ ابراهیم در دورهٔ دوم مجلس از تبریز به نمایندگی انتخاب شد. در این دوره برخلاف رأی شعبهٔ پارلمانی فرقهٔ دموکرات که خود نیز عضو آن بود، رأی به قبول اولتیماتوم روسیه ضد ایران داد. با پایان این دوره، رئیس مدرسهٔ ثروت در تهران شد.
در دوره سوم مجلس که در سال ۱۲۹۳ تشکیل شد، بار دیگر به نمایندگی زنجان انتخاب شد و پس از آنکه با پیشروی ارتش روسیه بسوی تهران در جریان جنگ جهانی اول، مجلس تعطیل شد، مدتی ریاست ادارهٔ اوقاف را به عهده داشت. در دوره چهارم که در سال ۱۳۰۰ تشکیل شد بار دیگر از زنجان به نمایندگی انتخاب شد و از آن پس به دلیل آنکه سنش از حد نصاب هفتاد سالگی برای نمایندگی بالاتر بود، دیگر به مجلس نرفت.

## از نوشته‌های او
کسانی که این نوشته‌های مرامی خوانند خواهند گفت تو به‌طور کلی بی اعتقاد به این اوضاع هستی یا از اسلام مُعرض هستی یا چرا افترا می‌گویی، اما این که بگویند از اسلام معرض هستی، خدا می‌دانداین دلسوزی‌ها و حقیقت گوئی‌ها از شدت غیرت به اسلام و شدت اعتماد به اسلام حقیقی است
زنان و مردان در همه حقوق بشریت مساوی هستند و بجز قانون ارث و شهادت در باقی امور زنان خود در اداره مال وجان وحقوق خود استقلال دارند… و نباید اختیار نفس و عِرض ایشان در دست مردان باشد.
دیدگاه‌های اردشیر ریپورتر تأثیر زیادی در نظریه نژادی زنجانی داشت. بر اساس این نظریه اسلامی شدن ایران همپای آمیختگی نژادی ایرانیان و از میان رفتن نژاد اصیل ایرانی رخ داد که از عوامل انحطاط ایران در دوران اسلامی بود.